# Orígenes del judaísmo
Los orígenes del judaísmo de acuerdo con las tradiciones de los judíos y las enseñanzas del judaísmo se describen y explican en la Torá que considera a Abraham como el primer "judío", y por lo tanto, del judaísmo como una religión monoteísta, y luego a través de sus descendientes, a saber, Jacob y los hijos de Israel, como los creadores del pueblo judío después del Éxodo y de su religión como se indica en la Torá, tradicionalmente basada en los 613 mandamientos que a los hebreos/israelitas/judíos Dios les ordenó creer, observar y practicar tal como se indica en la Torá. Consulte el artículo principal sobre el judaísmo para conocer los orígenes del término y su significado.
Según un punto de vista histórico actual, los orígenes del judaísmo se encuentran en la Edad de Bronce en medio de las antiguas religiones semíticas politeístas, que evolucionaron específicamente a partir del antiguo politeísmo cananeo, que entonces existía con la religión babilónica, y que sintetizó elementos de la creencia babilónica en el culto a Yahweh como se refleja en los primeros libros proféticos de la Biblia hebrea.
Durante la Edad de Hierro I, la religión israelita se distinguió del politeísmo cananeo del que había surgido. Este proceso comenzó con el desarrollo del yahwismo, la adoración monolatrística de Yahweh que daba reconocimiento a la existencia, pero suprimió la adoración, de otros dioses cananeos. Más tarde, esta creencia monolatrística se consolidó en una estricta creencia monoteísta y en el culto exclusivo de Yahweh, con el rechazo de la existencia de todos los demás dioses, ya fueran cananeos o extranjeros.
Durante el cautiverio babilónico de los siglos VI y V a. C. (Edad de Hierro II), ciertos círculos dentro de los judaitas exiliados en Babilonia refinaron las ideas preexistentes sobre su monolatrismo centrado en Yahweh, la elección, la ley divina y el pacto en una estricta teología monoteísta que surgió para dominar el antiguo reino de Judá en los siglos siguientes.
Desde el siglo V a. C. hasta el año 70 a. C., la religión israelita se convirtió en las diversas escuelas teológicas del judaísmo del Segundo Templo, además del judaísmo helenístico en la diáspora. La escatología del Segundo Templo estuvo significativamente influenciada por el zoroastrismo. El texto de la Biblia hebrea fue redactado en su forma existente en este período y posiblemente también canonizado.
El judaísmo rabínico se desarrolló durante la Antigüedad tardía, entre los siglos III y VI d. C.; el texto masorético de la Biblia hebrea y el Talmud fueron compilados en este período. Los manuscritos más antiguos de la tradición masorética datan de los siglos X y XI d. C.; en forma de Códex Aleppo de las últimas partes del siglo X d. C. y del Códice de Leningrado, fechado en 1008-1009 d. C. Debido en gran parte a la censura y a la quema de manuscritos en la Europa medieval, los más antiguos existentes de varias obras rabínicas son bastante tardíos. El manuscrito completo más antiguo que se conserva del Talmud de Babilonia está fechado en 1342 d. C.

## Descripción general
El judaísmo tiene sus orígenes en el reino de Judá durante la Edad de Hierro y en el judaísmo del Segundo Templo. Tiene tres elementos esenciales y relacionados: el estudio de la Torá escrita (los libros de Génesis, Éxodo, Levítico, Números y Deuteronomio); el reconocimiento de Israel —definido como los descendientes de Abraham a través de su nieto Jacob— como un pueblo elegido por Dios como receptores de la ley en el Monte Sinaí, y el requisito de que Israel viva de acuerdo con las leyes de Dios tal y como se dan en la Torá.

## Periodo monárquico yahwismo

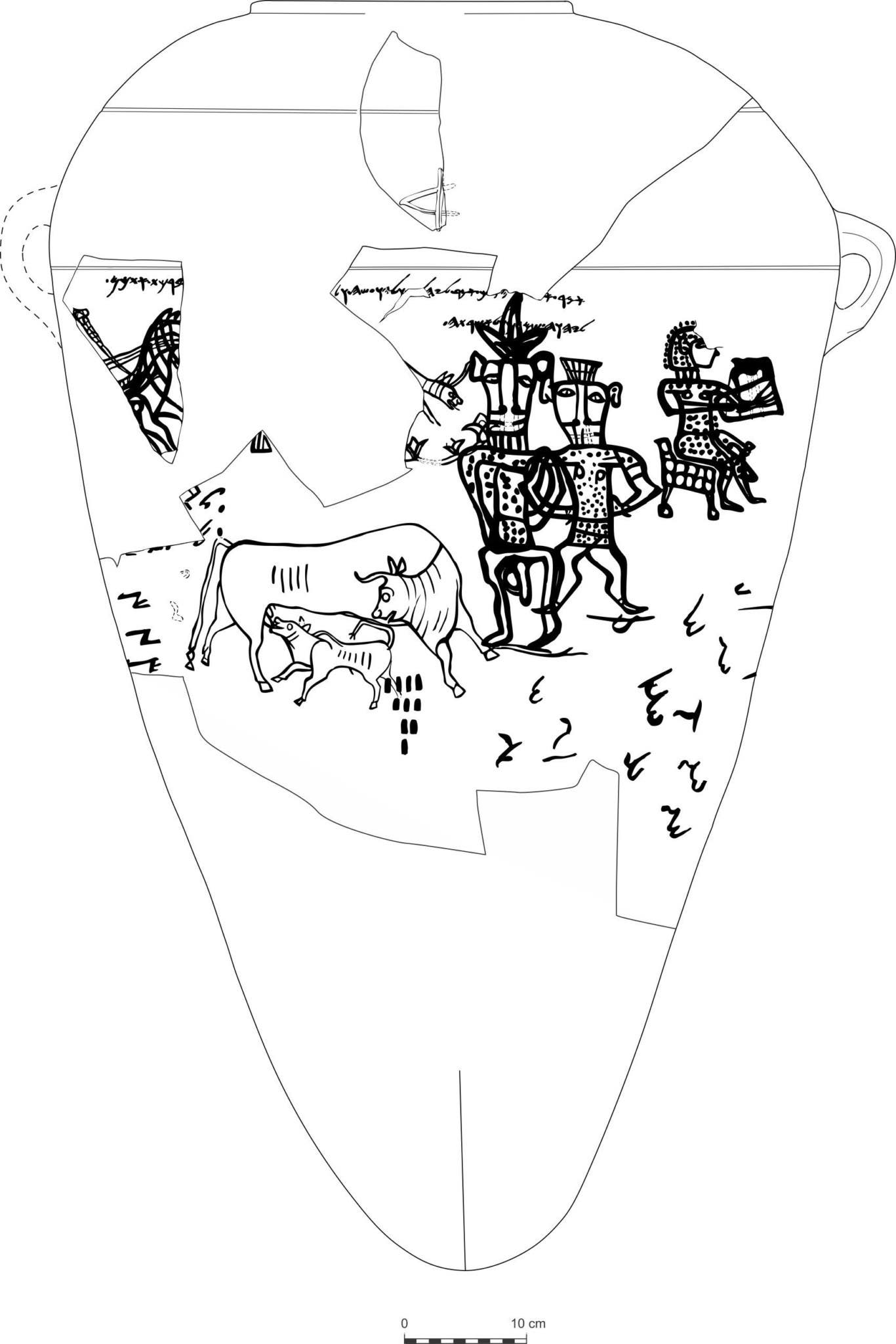
Imagen en un pithos que se encuentra en Kuntillet Ajrud bajo la inscripción «Yahweh y su Asherah», representando a los dos como toros con la andrógina deidad egipcia Bes/Beset. Las dos figuras de pie se ven a veces como una representación de la pareja divina, mientras que el tocador con lira sentado detrás de ellas es un artista. Por otra parte, muchos historiadores de arte identifican a las figuras de pie como representaciones de Bes, debido a sus rostros distintivamente bovinos. El profesor Ziony Zevit ha argumentado que Yahweh fue representado como una figura de Bes, aunque hay poca evidencia de esto. También es posible que las imágenes del pithos no tengan nada que ver con la inscripción.

Los reinos de la Edad de Hierro de Israel (o Samaria) y Judá aparecen por primera vez en el siglo IX a. C. Los dos reinos compartieron a Yahweh como su dios nacional, por lo que su religión se llama comúnmente yahwismo.
Otros reinos vecinos cananeos de la época tenían cada uno sus propios dioses nacionales: Quemos era el dios de Moab, Moloch el dios de los amonitas, Qos el dios de los edomitas, etc., y en cada reino el rey, era el virrey de su dios en la Tierra. Los diversos dioses nacionales eran más o menos iguales, lo que reflejaba el hecho de que los propios reinos también lo eran, y dentro de cada uno había una pareja divina, formada por el dios nacional y su consorte  —Yahweh y la diosa Astarot en Israel y Judá— encabezaba un panteón de dioses menores.
A finales del siglo VIII tanto Judá como Israel se habían convertido en vasallos de Asiria, obligados por tratados de lealtad por un lado y de protección por el otro. Israel se rebeló y fue destruido c. 722 antes de nuestra era, y los refugiados del antiguo reino huyeron a Judá, trayendo consigo la tradición de que Yahweh, ya conocido en Judá, era el más importante de los dioses, y también el único que debía ser servido. Esta perspectiva fue adoptada por la élite terrateniente judía, que se hizo extremadamente poderosa en los círculos de la corte en el siglo siguiente cuando colocaron al niño de ocho años Josías de Judá (reinó 641-609 a. C.) en el trono. Durante el reinado de Josías el poder asirio se derrumbó repentinamente, y un movimiento pro-independencia tomó el poder promoviendo tanto la independencia de Judá de los señores extranjeros como la lealtad a Yahweh como único dios de Israel. Con el apoyo de Josías, el movimiento «Yahweh solo» lanzó una reforma completa del culto, que incluía un pacto (es decir, un tratado) entre Judá y Yahweh, en sustitución del que existía entre Judá y Asiria.
Para cuando esto ocurrió, Yahweh ya había estado absorbiendo o reemplazando las características positivas de los otros dioses y diosas del panteón, un proceso de apropiación que fue un paso esencial en el subsiguiente surgimiento de una de las características más notables del judaísmo, su inflexible monoteísmo. Sin embargo, la mayoría de eruditos considera que los pueblos del antiguo Israel y Judá no eran seguidores del judaísmo: eran practicantes de una cultura politeísta que adoraba a múltiples dioses, preocupados por la fertilidad y los santuarios y leyendas locales, y no por una Torá escrita, leyes elaboradas que regían la pureza ritual, o un pacto exclusivo y un dios nacional. Otros eruditos sostienen que la práctica del monoteísmo estuvo presente en la historia de la religión israelita desde sus comienzos, aunque no fuera seguida por todos.

## El judaísmo del Segundo Templo

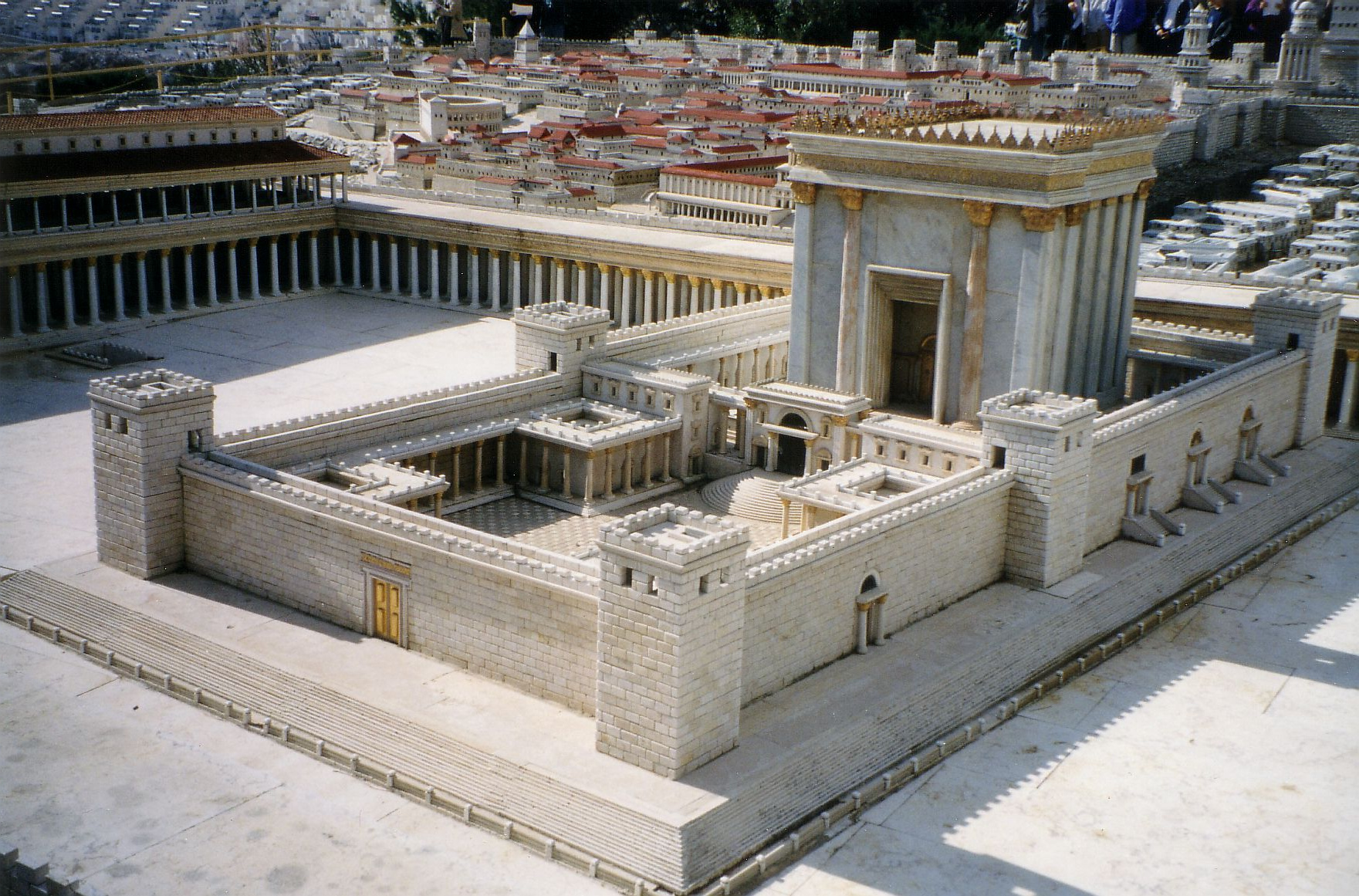
Maqueta del Segundo Templo mostrando los patios y el santuario, como se describe en Talmud Middot.

En el 586 antes de nuestra era Jerusalén fue destruida por los babilonios, y la élite de Judea —la familia real, los sacerdotes, los escribas y otros miembros— fueron llevados a Babilonia en cautiverio. Representaban una minoría de la población, y Judá, después de recuperarse del impacto inmediato de la guerra, continuó teniendo una vida no muy diferente de la que había tenido antes. En el 539 antes de nuestra era, Babilonia cayó ante los persas y el exilio babilónico terminó y varios de los exiliados, probablemente una minoría, regresaron a Jerusalén. Eran los descendientes de los exiliados originales y nunca habían vivido en Judá; sin embargo, en opinión de los autores de la literatura bíblica, ellos, y no los que habían permanecido en la tierra, eran «Israel». Judá, ahora llamada «Yehud», era una provincia persa, y los retornados, con sus conexiones persas en Babilonia, la controlaban. También representaban a los descendientes del antiguo movimiento «Yahweh solo», pero la religión que constituyeron era significativamente diferente tanto del yahvismo monárquico como del judaísmo moderno. Estas diferencias incluyen nuevos conceptos de sacerdocio, un nuevo enfoque en la ley escrita y por lo tanto en las escrituras, y una preocupación por preservar la pureza al prohibir los matrimonios mixtos fuera de la comunidad de este nuevo «Israel».
El grupo de Yahweh regresó a Jerusalén después de la conquista persa de Babilonia y se convirtió en la élite gobernante de Yehud. Gran parte de la Biblia hebrea fue reunida, revisada y editada por ellos en el siglo V a. C., incluida la Torá (los libros del Génesis, el Éxodo, el Levítico, los Números y el Deuteronomio), las obras históricas y gran parte de la literatura profética y de la Sabiduría. La Biblia narra el descubrimiento de un libro legal en el Templo en el siglo VII a. C., que la mayoría de los eruditos ven como una forma de Deuteronomio y consideran fundamental para el desarrollo de la escritura. La creciente colección de escrituras fue traducida al griego en el período helenístico por los judíos de la diáspora egipcia, mientras que los judíos babilónicos produjeron los cuentos de la corte del Libro de Daniel —capítulos 1-6 de Daniel - los capítulos 7-12 fueron una adición posterior—, y los libros de Tobías y Ester.
Otros estudiosos sostienen que el desarrollo de un monoteísmo estricto fue el resultado de la difusión transcultural entre persas y hebreos. Mientras que el zoroastrismo era dualista, también se creía en un "monoteísmo escatológico" —es decir, un solo dios en el final—. Algunos sugirieron que el modelo cuasi-monoteísta del zoroastrismo influyó en el modelo estrictamente monoteísta de los historiadores del Deuteronomio durante el período posterior al derrocamiento de Babilonia por Persia, si bien el grado de influencia zoroastriana en dicho período es un tema incierto y discutido.
El judaísmo del Segundo Templo se dividió en facciones teológicas, en particular los fariseos y los saduceos, además de numerosas sectas más pequeñas como los esenios, movimientos mesiánicos como el cristianismo temprano y tradiciones estrechamente relacionadas como el samaritanismo —lo que da el Pentateuco samaritano, un importante testigo del texto de la Torá independiente del texto masorético.
Durante los siglos II al I a. C., cuando Judea estaba bajo el dominio seléucida y luego romano, el género de la literatura apocalíptica se hizo popular, siendo la obra más notable de esta tradición el Libro de Daniel.

## Desarrollo del judaísmo rabínico

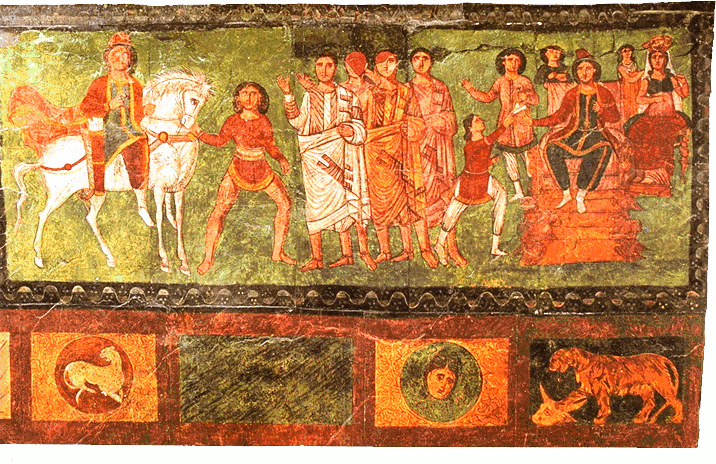
Escenas del Libro de Ester decoran la sinagoga de Dura Europos que data del 244 d. C.

Durante siglos, el entendimiento tradicional ha sido que el judaísmo fue anterior al cristianismo y que la ruptura del cristianismo y el judaísmo primitivos se separó del judaísmo algún tiempo después de la destrucción del segundo templo en el año 70 CE. A partir de la segunda mitad del siglo XX, algunos eruditos han comenzado a argumentar que el cuadro histórico es bastante más complicado que eso.
En el siglo I, muchas sectas judías existían en competencia entre sí. La secta de culto israelita que finalmente se convirtió en el judaísmo rabínico y la secta que se desarrolló en el cristianismo primitivo fueron dos de estas tradiciones religiosas israelitas separadas. Por lo tanto, se ha comenzado a proponer un modelo que prevé un nacimiento gemelo del cristianismo y el judaísmo rabínico, en lugar de una evolución y separación del cristianismo y el judaísmo rabínico. Por ejemplo, Robert Goldenberg (2002) afirma que cada vez es más aceptado por los estudiosos que «a finales del siglo I d.C. no había todavía dos religiones separadas llamadas 'judaísmo' y 'cristianismo'». Daniel Boyarin (2002) propone una comprensión revisada de las interacciones entre el cristianismo naciente y el judaísmo rabínico naciente en la antigüedad tardía que considera que las dos religiones están intensa y complejamente entrelazadas a lo largo de este período.
Los amoraim eran los eruditos judíos de la antigüedad tardía que codificaban y comentaban la ley y los textos bíblicos. La fase final de la redacción del Talmud en su forma definitiva tuvo lugar durante el siglo VI d. C., siendo acometida por dichos savoraim. Esta fase concluye la era Jazal fundacional del judaísmo rabínico.